# مینوری ماتسوشیما
مینوری ماتسوشیما (انگلیسی: Minori Matsushima; ۱ دسامبر ۱۹۴۰ – ) صداپیشه، بازیگر، و بازیگر خردسال اهل ژاپن بود. وی از سال ۱۹۶۳ میلادی تاکنون مشغول فعالیت بوده‌است.